# 刘醒龙
刘醒龙（1956年1月10日—），男，湖北团风人，中华人民共和国作家。
曾获首屆紅樓夢獎、首届中国当代文学学院奖、第二届中国小说学会长篇小说大奖、第八届茅盾文学奖、首届鲁迅文学奖、第五、六、七届《小说月报》百花奖，第七届庄重文文学奖和首届青年文学创作成就奖等。
代表作有中篇小说《凤凰琴》《秋风醉了》《大树还小》《挑担茶叶上北京》等。出版有《寂寞歌唱》《痛失》《圣天门口》《威风凛凛》《生命是劳动与仁慈》《政治课》《弥天》《天行者》等长篇小说十一部。曾获首屆紅樓夢獎、首届中国当代文学学院奖、第二届中国小说学会长篇小说大奖、第八届茅盾文学奖、首届鲁迅文学奖、第五、六、七届《小说月报》百花奖，第七届庄重文文学奖和首届青年文学创作成就奖等。
中篇小说《凤凰琴》和《秋风醉了》被改编为电影《凤凰琴》和《背靠背脸对脸》。长篇小说《爱到永远》被改编成大型舞剧《山水谣》。

## 生平
1956年，刘醒龙出生在湖北省黄冈市团风县张家寨村郑仓。1973年，刘醒龙毕业于红山高中。1974年到1985年，刘醒龙在工厂工作。
1984年，刘醒龙开始发表作品。1993年，刘醒龙加入中国作家协会。

## 作品

### 长篇小说
- 《威风凛凛》1994年作家出版社
  - 《威风凛凛》绘画评点本，2011年工人出版社
- 《至爱无情》1995年群众出版社
- 《生命是劳动与仁慈》1996年人民文学出版社
- 《寂寞歌唱》1997年百花文艺出版社
- 《爱到永远》1998年江苏文艺出版社
- 《往事温柔》1997年漓江出版社
- 《市府警卫》1999年群众出版社
- 《痛失》社2001年长江文艺出版
- 《弥天》2002年上海文艺出版社
- 《圣天门口》全三卷，2005年人民文学出版社
- 《天行者》2009年人民文学出版社
- 《政治课》2010年湖南文艺出版社
- 《蟠虺》2014年上海文艺出版社
- 《黄冈秘卷》2018年湖南文艺出版社

### 中篇小说
- 《村支书》1992年第1期《青年文学》
- 《凤凰琴》1992年第5期《青年文学》
- 《秋风醉了》1994年长江文件出版社
- 《暮时课诵》1993年第4期《上海文学》
- 《白菜萝卜》1994年第3期《江南》
- 《分享艰难》1996年第1期《上海文学》
- 《挑担茶叶上北京》1996年第3期《青年文学》
- 《路上有雪》1997年第1期《上海文学》
- 《大树还小》1998年第1期《上海文学》
- 《致雪弗莱》2000年第2期《人民文学》

### 小说集
- 《异香》长江文艺出版社1992年出版
- 《凤凰琴》中国青年出版社1993年出版。
- 《刘醒龙文集》
  - 《无树菩提》群众出版社1996年出版。
  - 《荒野随风》群众出版社1996年出版。
  - 《乡村弹唱》群众出版社1996年出版。
  - 《疼痛温柔》群众出版社1996年出版。
- 《恩重如山》中国文学出版社1994年出版。
- 《黄昏放牛》北京出版社1998年出版。
- 《秋风醉了》长江文艺出版社1994年出版。
- 《大树还小》解放军文艺出版社2001年四月出版。
- 《城市眼影》群众出版社2003年出版。
- 《我们香港见》群众出版社2003年出版。

### 散文
- 《一滴水有多深》2009年作家出版社
- 《上上长江》长篇散文2017年作家出版社
- 《如果来日方长》长篇纪实，2021年作家出版社

回忆录
- 《刘醒龙文学回忆录》2019年广东人民出版社

### 改编电影
- 《凤凰琴》1994年改编为电影《凤凰琴》
- 《秋风醉了》1994年改编为电影《背靠背脸对脸》